# US Open 1973 (golf)
Het US Open 1973 was een golftoernooi dat voor de vijfde keer in de geschiedenis van de US Open werd gespeeld op de Oakmont Country Club.
Gary Player stond de eerste twee ronden aan de leiding, maar op ronde 3 scoorde hij 77. Vier andere Amerikanen gingen aan de leiding: Jerry Heard, John Schlee, Arnold Palmer en Julius Boros. Het toernooi werd gewonnen door de Amerikaan Johnny Miller, die in ronde 4 een score van 63 binnenbracht, destijds een nieuw record op een major.

## Eindstand
| Nr | Naam          | Score           | Score |
| -- | ------------- | --------------- | ----- |
| 1  | Johnny Miller | 71-69-76-63=279 | −5    |
| 2  | John Schlee   | 73-70-67-70=280 | −4    |
| 3  | Tom Weiskopf  | 73-69-69-70=281 | −3    |
| T4 | Jack Nicklaus | 71-69-74-68=282 | −2    |
| T4 | Arnold Palmer | 71-71-68-72=282 | −2    |
| T4 | Lee Trevino   | 70-72-70-70=282 | −2    |
| T7 | Lanny Wadkins | 74-69-75-65=283 | −1    |

## Spelers
Negen voormalige winnaars deden mee:
| Speler        | Speler           | R1 | R2 | R3  | R4  | Total | To par | Finish |
| ------------- | ---------------- | -- | -- | --- | --- | ----- | ------ | ------ |
| Jack Nicklaus | 1962, 1967, 1972 | 71 | 69 | 74  | 68  | 282   | –2     | T4     |
| Arnold Palmer | 1960             | 71 | 71 | 68  | 72  | 282   | –2     | T4     |
| Lee Trevino   | 1968, 1971       | 70 | 72 | 70  | 70  | 282   | –2     | T4     |
| Julius Boros  | 1952, 1963       | 73 | 69 | 68  | 73  | 283   | –1     | T7     |
| Gary Player   | 1965             | 67 | 70 | 77  | 73  | 287   | +3     | 12     |
| Gene Littler  | 1961             | 71 | 74 | 70  | 76  | 291   | +7     | T18    |
| Tony Jacklin  | 1970             | 75 | 75 | 73  | 77  | 300   | +16    | T52    |
| Orville Moody | 1969             | 78 | 73 | 151 | +9  |       |        |        |
| Billy Casper  | 1959, 1966       | 79 | 79 | 158 | +16 |       |        |        |

1895 ·
1896 ·
1897 ·
1898 ·
1899 ·
1900 ·
1901 ·
1902 ·
1903 ·
1904 ·
1905 ·
1906 ·
1907 ·
1908 ·
1909 ·
1910 ·
1911 ·
1912 ·
1913 ·
1914 ·
1915 ·
1916 ·
1917 · 
1918 · 
1919 ·
1920 ·
1921 ·
1922 ·
1923 ·
1924 ·
1925 ·
1926 ·
1927 ·
1928 ·
1929 ·
1930 ·
1931 ·
1932 ·
1933 ·
1934 ·
1935 ·
1936 ·
1937 ·
1938 ·
1939 ·
1940 ·
1941 ·
1942 ·
1943 · 
1944 ·
1945 ·
1946 ·
1947 ·
1948 ·
1949 ·
1950 ·
1951 ·
1952 ·
1953 ·
1954 ·
1955 ·
1956 ·
1957 ·
1958 ·
1959 ·
1960 ·
1961 ·
1962 ·
1963 ·
1964 ·
1965 ·
1966 ·
1967 ·
1968 ·
1969 ·
1970 ·
1971 ·
1972 ·
1973 ·
1974 ·
1975 ·
1976 ·
1977 ·
1978 ·
1979 ·
1980 ·
1981 ·
1982 ·
1983 ·
1984 ·
1985 ·
1986 ·
1987 ·
1988 ·
1989 ·
1990 ·
1991 ·
1992 ·
1993 ·
1994 ·
1995 ·
1996 ·
1997 ·
1998 ·
1999 ·
2000 ·
2001 ·
2002 ·
2003 ·
2004 ·
2005 ·
2006 ·
2007 ·
2008 ·
2009 ·
2010 ·
2011 ·
2012 ·
2013 ·
2014 ·
2015 ·
2016 ·
2017 ·
2018 ·
2019 ·
2020 ·
2021